# Miloš Bogunović
Miloš Bogunović (serbisch-kyrillisch Милош Богуновић, * 10. Juni 1985 in Belgrad) ist ein ehemaliger serbischer Fußballspieler.

## Karriere

### Verein
Miloš Bogunović stand beim FK Srem Jakovo im serbischen Jakovo unter Vertrag. Über den FK Rad Belgrad wechselte er im Juli 2008 zum FK Partizan Belgrad. Der Verein aus Belgrad spielte in der ersten Liga des Landes, der  serbischen SuperLiga. 2009 feierte er mit Partizan die serbische Meisterschaft. Im gleichen Jahr gewann er mit dem Verein den serbischen Fußballpokal. Das Endspiel gegen Sevojno Užice gewann man mit 3:0. Von Januar 2010 bis Juni 2010 wurde er an den spanischen Verein FC Cádiz ausgeliehen. Mit dem Verein aus Cádiz spielte er in der zweiten Liga. Für Cádiz absolvierte er drei Zweitligaspiele. Nach der Ausleihe kehrte er zu Partizan zurück. Nach 46 Erstligaspielen für Partizan wechselte er im Juli 2011 zum Ligakonkurrenten FK Novi Pazar. Für den Verein aus Novi Pazar stand er 48-mal in der ersten Liga auf dem Spielfeld. Im Juli 2013 zog es ihn nach Asien. Hier unterschrieb er in Thailand einen Vertrag beim Bangkoker Verein Bangkok United. Der Verein spielte in der höchsten Liga des Landes, der Thai Premier League. Nach 35 Spielen kehrte er 2015 nach Serbien zurück. Hier schloss er sich dem Erstligisten FK Donji Srem an. Im gleichen Jahr wechselte er Ende August bis zum Jahresende zum ebenfalls in der ersten Liga spielenden FK Spartak Subotica. Von Januar 2016 bis Anfang August 2016 war er vertrags- und vereinslos. Der FK Teleoptik, ein Zweitligist aus dem Belgrader Stadtbezirk Zemun, nahm ihn am 9. August unter Vertrag. Hier spielte er bis Mitte Januar 2018. Der Ligakonkurrent OFK Žarkovo nahm ihn von Januar 2018 bis Januar 2019 unter Vertrag. Mitte Januar 2019 beendete er seine Karriere als Fußballspieler.

### Nationalmannschaft
Miloš Bogunović spielte 2008 einmal in der serbischen Nationalmannschaft. Hier kam er in einen Freundschaftsspiel am 14. Dezember 2008 gegen Polen zum Einsatz.

## Erfolge
Partizan Belgrad
SuperLiga: 2008/2009
Serbischer Fußballpokal: 2008/09